# Västra Åkralt

Västra Åkralt är en by i Färgaryds socken i Hylte kommun.
Byn omfattade 1757 två gårdar och ett torp, 1805 tre hemman, 1805 fyra hemman och en backstuga. Laga skifte genomfördes 1876. En vattenkvarn och senare en vattendriven spånhyvel fanns i byn; kvarnen låg vid bäckutloppet där nuvarande Hylte bruks huvudkontor är beläget. En bysmedja fanns även i Västra Åkralt. Fram till början av 1930-talet fanns ett slakteri i byn. Västra Åkralt No 1 var fram till 1863 posthemman och ansvarade för postbefordring till Ramnås, Ivebro och Rya. Bland bebyggelse på ägorna märks backstugan Tranemo, torpet Leatorpet och den 1920 avstyckade fastigheten Hansro.